# Новоалександровка (Белогорский район)
Новоалекса́ндровка (укр. Новоолександрівка, крымскотат. Novoaleksandrovka, Новоалександровка) — село в Белогорском районе Республики Крым, входит в состав Новожиловского сельского поселения (согласно административно-территориальному делению Украины — Новожиловского сельского совета Автономной Республики Крым).

## Население
| 2001 | 2014 |
| ---- | ---- |
| 33   | ↘22  |

### Динамика численности
- 1926 год — 85 чел.[9]
- 1939 год — 57 чел.[10]
- 2001 год — 33 чел.
- 2009 год — 26 чел.[11]
- 2014 год — 22 чел.[12]

## Современное состояние
На 2017 год в Новоалександровке числится 1 улица — Партизанская; на 2009 год, по данным сельсовета, село занимало площадь 33,2 гектара на которой, в 7 дворах, проживало 26 человек.

## География
Новоалександровка — крохотное степное село на северо-западе района, у границы с Красногвардейским районом. Село расположено в безымянной балке, впадающей справа в Салгир, высота над уровнем моря — 142 м. Соседние сёла: Тургенево в 4 километрах на север и Новожиловка — в 4 км на юго-запад.
Расстояние до райцентра — свыше 40 километров, до ближайшей железнодорожной станции Элеваторная — свыше 20 километров.

## История
Впервые в доступных документах Ново-Александровка встречается на карте Крымского статистического управления 1922 года, на территории Биюк-Онларского района Симферопольского уезда. В том же году уезды получили название округов. 11 октября 1923 года, согласно постановлению ВЦИК, в административное деление Крымской АССР были внесены изменения, в результате которых был ликвидирован Биюк-Онларский район и село включили в состав Симферопольского. Согласно Списку населённых пунктов Крымской АССР по Всесоюзной переписи 17 декабря 1926 года, в селе Ново-Александровка, Чонгравского сельсовета Симферопольского района, числилось 18 дворов, все крестьянские, население составляло 85 человек, все русские. Постановлением КрымЦИКа от 15 сентября 1930 года был вновь создан Биюк-Онларский район (указом Президиума Верховного Совета РСФСР № 621/6 от 14 декабря 1944 года переименованный в Октябрьский), теперь как немецкий национальный, Ново-Александровку включили в его состав, а Чонгравский сельсовет упразднили. Постановлением ВЦИК от 10 июня 1937 года был образован новый, Зуйский район, в который вошло село. По данным всесоюзной переписи населения 1939 года в селе проживало 57 человек.
В 1944 году, после освобождения Крыма от фашистов, 12 августа 1944 года было принято постановление № ГОКО-6372с «О переселении колхозников в районы Крыма» и в сентябре 1944 года в район приехали первые новоселы (212 семей) из Ростовской, Киевской и Тамбовской областей, а в начале 1950-х годов последовала вторая волна переселенцев из различных областей Украины. С 25 июня 1946 года Новоалександровка в составе Крымской области РСФСР, а 26 апреля 1954 года Крымская область была передана из состава РСФСР в состав УССР. После ликвидации в 1959 году Зуйского района, село включили в состав Симферопольского. Время включения в Литвиненковский сельсовет пока не установлено: на 15 июня 1960 года село уже числилось в его составе. Указом Президиума Верховного Совета УССР «Об укрупнении сельских районов Крымской области», от 30 декабря 1962 года Симферопольский район был упразднён и село присоединили к Белогорскому. На 1968 год село уже в составе Новожиловского сельсовета. С 12 февраля 1991 года село в восстановленной Крымской АССР, 26 февраля 1992 года переименованной в Автономную Республику Крым. С 21 марта 2014 года в составе Крыма аннексирована Россией.